# Rugby à XV en Suède
Cet article traite du rugby à XV en Suède.

## Histoire
Le football suédois du XIXe siècle était une variante du football avec quelques éléments de rugby. En 1900, les clubs de football suédois utilisaient les règles du football, sans influence de rugby.
La forme pure du rugby a été introduite dans l'entre deux guerres. L'équipage des croiseurs de la Marine royale britannique, le HMS Dorsetshire et le HMS Norfolk a joué à Stockholm le premier match de rugby à XV enregistré sur le sol suédois. Le sport est devenu bien établi dans cette période grâce aussi aux efforts de Yves Gylden, qui avait appris le jeu en France, et fondé les trois premiers clubs suédois à Stockholm. 
En 1960, le nombre de clubs actifs avait chuté à moins de dix. Cela a été corrigé dans les années 1960 et 1970 par un programme de développement intensif, qui a contribué à ramener ce chiffre à au moins 55 clubs au milieu des années 1990. 
Un problème persistant pour le rugby suédois a été le climat, ce qui signifie que de nombreux emplacements peuvent être sous la neige pour une grande partie de l'année. Pour cette raison, le rugby est un sport d'été en Suède, la saison est disputée de fin avril à mi-octobre.

## Organisation
La fédération suédoise de rugby à XV (Svenska Förbundet) a été fondée en 1932 et a rejoint l'IRB en 1988.

## Équipes nationale
L’équipe de Suède de rugby à XV représente la Suède lors des compétitions internationales.

## Compétitions nationales
Le championnat de Suède de rugby à XV ("Allsvenskan") est fondé en 1943 et rassemble les 11 meilleurs clubs de rugby.

## Joueurs célèbres
- Kari Tapper
- Kanogo Njuru